# Projects in the Jungle
Projects in the Jungle — другий студійний альбом американського хеві-метал гурту Pantera, був випущений 27 липня 1984 року лейблом Metal Magic Records. На пісню «All Over Tonight» було знято перший в історії гурту відеокліп.

## Критика
У ретроспективному огляді для AllMusic Едуардо Рівадавіа дав альбому 2,5 зірки з можливих 5. Він описав вокальний стиль Террі Глейза як «агресивний для вуха», а тексти як «часто дебільні» приклади кліше глем-металу тієї епохи. Незважаючи на це, Projects in the Jungle був «суттєвим покращенням у порівнянні з дебютною роботою колективу - Metal Magic, а його значно покращена якість продюсування та музичність свідчать про зростаючий професіоналізм і зрілість Pantera».

## Треклист
Усі дані взято з оригінальної платівки.
Автор музики і слів Pantera. 
| Перша сторона | Перша сторона            | Перша сторона |
| #             | Назва                    | Тривалість    |
| ------------- | ------------------------ | ------------- |
| 1.            | «All Over Tonight»       | 3:36          |
| 2.            | «Out for Blood»          | 3:09          |
| 3.            | «Blue Light Turnin' Red» | 1:38          |
| 4.            | «Like Fire»              | 4:01          |
| 5.            | «In Over My Head»        | 3:58          |

| Друга сторона | Друга сторона            | Друга сторона |
| #             | Назва                    | Тривалість    |
| ------------- | ------------------------ | ------------- |
| 6.            | «Projects in the Jungle» | 3:05          |
| 7.            | «Heavy Metal Rules!»     | 4:18          |
| 8.            | «Only a Heartbeat Away»  | 4:01          |
| 9.            | «Killers»                | 3:30          |
| 10.           | «Takin' My Life»         | 4:31          |

## Учасники запису
- Террі Глейз  - вокал
- Даймбег Даррелл (вказаний як Даймонд Даррелл) - гітара
- Рекс Браун (вказаний як Рекс Рокер) - бас-гітара
- Вінні Пол (вказаний як Вінс Ебботт) - барабани

Інші
- Джеррі Ебботт (вказаний як The Eld'n) – продюсер, звукоінженер, зведення
- MC Rather – мастеринг
- Записано та зведено в Pantego Sound, Панетго, Техас